# 4783 Wasson
4783 Wasson (1983 AH1) là một tiểu hành tinh vành đai chính được phát hiện ngày 12 tháng 1 năm 1983 bởi C. S. Shoemaker và E. M. Shoemaker ở Đài thiên văn Palomar. Tiểu hành tinh đặt tên theo John Wasson, một giáo sư ở UCLA.